# Hoyer I. von Mansfeld
Hoyer I. Graf von Mansfeld (auch Hoyer der Große genannt; † 11. Februar 1115 bei Welfesholz) war Feldmarschall Kaiser Heinrichs V. und das erste Mitglied seiner Familie, der Grafen von Mansfeld, das sich nach der Stammburg in der gleichnamigen Stadt nannte.
Obwohl Hoyer I. nicht der erste Träger dieses Vornamens in seiner Familie war, wurde er vermutlich deshalb von den frühen Historikern so bezeichnet, weil mit ihm die durchgängige Überlieferung der Familienhistorie beginnt. Aus diesem Grunde wird er in der Geschichtsschreibung mitunter auch Hoyer II. oder sogar Hoyer III. genannt.

## Leben
Hoyers Vater hieß ebenfalls Hoyer von Mansfeld. Er hatte 1069 vermutlich durch die Gunst von Heinrich IV. den nördlichen Hassegau als Komitat erhalten. Wimmelburg erwarb er als Eigengut, nachdem er Christina, die Tochter von Siegfried II. geheiratet hatte.
Hoyer I. von Mansfeld war ein treuer Parteigänger des Salierkaisers Heinrich V., für den er als dessen oberster Feldherr gegen die sächsische Adelsopposition (darunter u. a. Erzbischof Adalbert I. von Saarbrücken, Landgraf Ludwig der Springer und Sachsenherzog Lothar von Supplinburg, der spätere Kaiser Lothar III.) kämpfte. In einer ersten Schlacht am 9. März 1113 bei Warnstedt in der Nähe von Quedlinburg gelang es dem kaiserlichen Heer unter der Führung des Mansfelders, die Aufständischen zu schlagen.
Doch der Widerstand formierte sich nur wenig später neu. Am 10. und 11. Februar 1115 kam es zur entscheidenden Schlacht am Welfesholz, in deren Verlauf Hoyer I. im Zweikampf mit Wiprecht von Groitzsch getötet wurde. Zeitgenössische Chronisten bezeichneten das Zusammentreffen von Sachsen und kaiserlichen Rittern als proelium famosissimum illud nostrae aetate, was sinngemäß übersetzt das größte Treffen unseres Zeitalters bedeutet. Die Schlacht ging für die Kaiserlichen verloren, und Heinrich V. musste Sachsen verlassen.
Die Leiche Hoyers wurde in dem von seiner Familie gestifteten Kloster Mansfeld beigesetzt. Im Falle eines Sieges wäre er als Lohn für seine Verdienste von Heinrich V. zum Herzog ernannt worden.
Theodor Körner schrieb später die Volkssage Graf Hoyer von Mansfeld oder die Schlacht am Welfesholze, die von der Schlacht erzählt.

## Der Hoyerstein

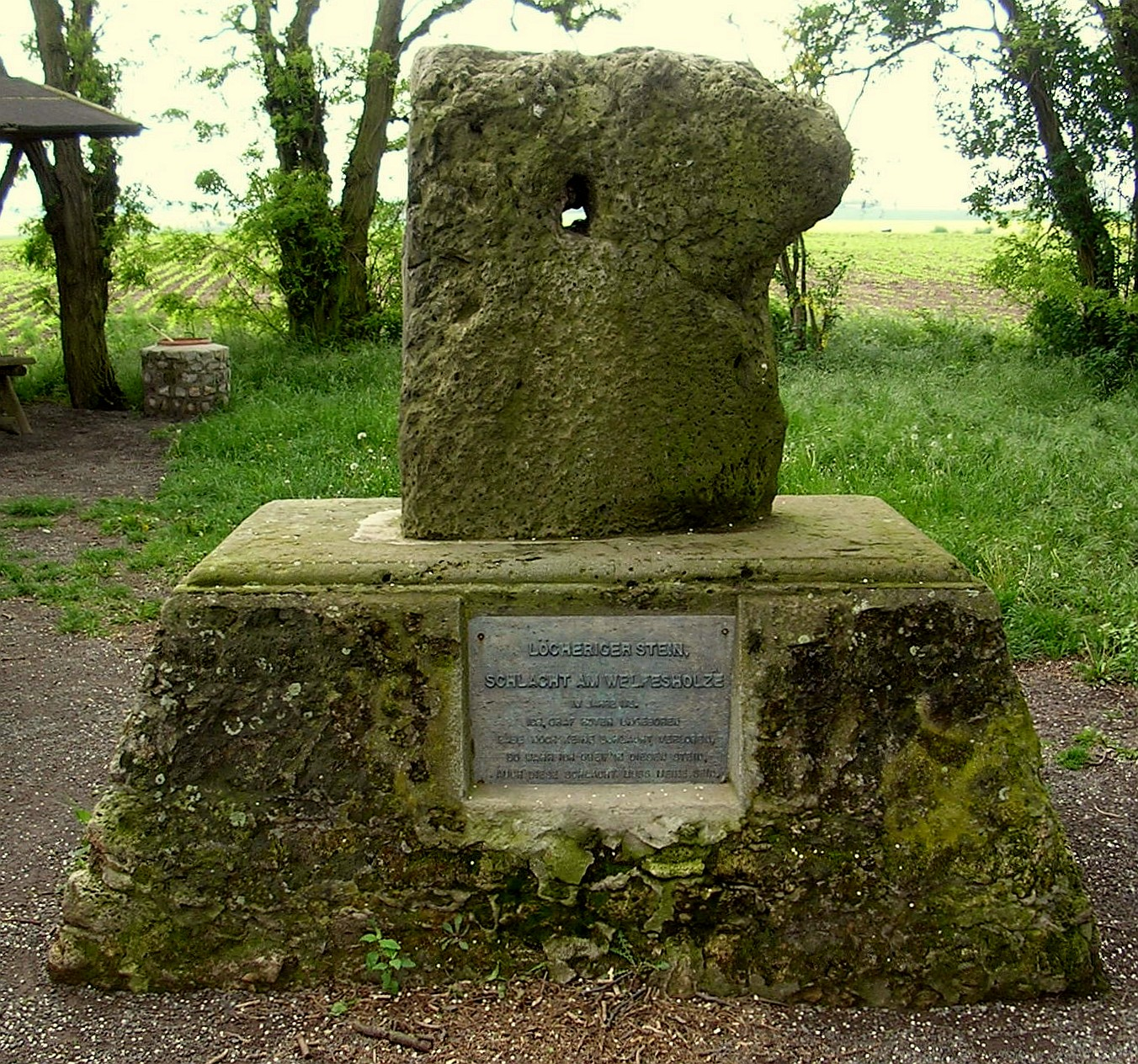
Der Hoyerstein

Rund um die Schlacht am Welfesholz ranken sich noch heute Sagen, beispielsweise diejenige um den sogenannten Hoyerstein unweit des heutigen Ortes Welfesholz am Ortsrand der Stadt Gerbstedt. Es handelt sich dabei um ein schlichtes Denkmal in Form eines Natursteins, der ein faustgroßes Loch aufweist.
Am Vorabend der Schlacht soll Hoyer I. hier siegessicher seine Faust durch diesen Stein gesteckt und folgende Worte gesprochen haben.

„Ich, Hoyer, ungeboren,
 Habe noch keine Schlacht verloren.
 So wahr ich greif in diesen Stein,
 Auch diese Schlacht muss meine sein“

Dieser Spruch ist im Gedenken an den kaiserlichen Feldherrn und seine letzte Schlacht in eine Platte im Sockel des Denkmals eingemeißelt.